# The Simple Things We Said
Albums de Gabriel Yacoub (ex-Malicorne)
:Yacoub:
(2001) Je vois venir... (double album live)
(2004)
The Simple Things We Said est le huitième album solo de Gabriel Yacoub. Sorti en janvier 2002, il s'agit de son deuxième album de compilation, couvrant plutôt la deuxième partie de sa carrière.

## Historique
Il s'agit au départ d'une réalisation américaine (label new-yorkais Prime CD) destinée au marché américain mais l'album est également disponible en France (en exclusivité) via le site de Gabriel Yacoub.
The Simple Things We Said est une collection de chansons entièrement acoustiques de Gabriel, nouvelles & anciennes, augmentée de quelques inédits.
L'album est publié mi janvier 2002 aux États-Unis au moment où Gabriel est au début d'une tournée américaine de 14 dates.

## Liste des titres
1. The Simple Things We Said (version en anglais du titre Les Choses les plus simples paru sur Bel (1990))
2. Dame : petite dame (nouvelle version différente de celle parue sur l'album :Yacoub: (2001))
3. Le Jeu des grillons / Je serai ta lune (nouvelles versions différentes de celles parues sur Bel (1990); ces titres furent longtemps l'introduction des concerts de Gabriel)
4. Le Garçon jardinier (chanson traditionnelle du Berry parue originellement sur Malicorne 2 (1975) (le deuxième album de Malicorne), souvent repris  par Gabriel sur scène en solo)
5. Mes belles anciennes compagnes (nouvelle version différente de celle parue sur l'album :Yacoub: (2001))
6. Letter from america (titre écrit par Gabriel en anglais, également paru sur l'album Quatre (1994))
7. Ami : âme : amen (2002) (chanson inédite par Gabriel figurant également sur l'album Gildas Arzel (Epic 1997) de Gildas Arzel ; paroles de Gabriel Yacoub / musique de Gildas Arzel)
8. Pluie d'elle  (version acoustique de la chanson figurant sur Babel (1997))
9. Jour de lessive (2002) (texte de Gaston Couté mis en musique par Gabriel ; Gabriel a longtemps interprété cette chanson en clôture de ses concerts solo, en tant que dernier rappel)
10. You Stay Here (2001) (chanson de Richard Shindell offerte à Gabriel, également enregistrée par son auteur sur l'album Somewhere Near Paterson (Signature Sounds 2000))
11. Désir (titre également paru sur Babel (1997) ; avec, au chant, Kate & Anna McGariggle)
12. Ces dieux-là (version acoustique de la chanson figurant sur Quatre (1994))
13. Beauté / Twelfth song of the thunder (version acoustique de la chanson figurant sur Quatre (1994) ; Gabriel chante ici en anglais la partie interprétée à l'époque par Nikki Matheson & Paul Brady)
14. Les Choses les plus simples (version acoustique du titre paru sur Bel (1990) ; Gabriel est ici accompagné au piano (Fender Rhodes) par Yannick Hardouin)

## Crédits
Tous titres (© 1975, 1990, 1994, 1997, 2001 ou 2002) écrits et composés par Gabriel Yacoub excepté : 
- Le Garçon jardinier (© 1975) (Trad. / Adapt. arr. Gabriel Yacoub)
- Je serai ta lune (© 1990) (Gabriel Yacoub / Arr. René Werneer)
- Beauté / Twelfth song of the thunder (© 1993) (Trad. adapt. Gabriel Yacoub - Gabriel Yacoub / Trad. adapt. Nikki Matheson - Nikki Matheson)
- You Stay Here (© 2001) (Richard Shindell)
- Ami : âme : amen (© 2002) (Gabriel Yacoub / Gildas Arzel)
- Jour de lessive (© 2002) (Gaston Couté / Gabriel Yacoub)